# Psyche servicula
Psyche servicula är en fjärilsart som beskrevs av Edward Meyrick 1917. Psyche servicula ingår i släktet Psyche och familjen säckspinnare. Inga underarter finns listade.